# قانون إعادة التأهيل لعام 1973
قانون إعادة التأهيل لعام 1973 (Pub. L. 93-112, 87 Stat. 355, تم سنه في 26 أيلول 1973) هو قانون اتحادي أمريكي، تم تدوينه في 29 U.S.C. § 701 وما يليها. كان الراعي الرئيسي لمشروع القانون هو النائب جون براديماس.
يستبدل قانون إعادة التأهيل لعام 1973 القوانين السابقة (المشار إليها مجتمعة بقانون إعادة التأهيل المهني) لتوسيع وتنقيح تفويض المنح للولايات لخدمات إعادة التأهيل المهني، مع التركيز بشكل خاص على الخدمات لأولئك الذين يعانون من إعاقات شديدة، وتوسيع المسؤوليات الفيدرالية الخاصة والبرامج البحثية والتدريبية فيما يتعلق بالأفراد ذوي الإعاقة، وإنشاء مسؤوليات خاصة في وزير الصحة والتعليم والرعاية الاجتماعية لتنسيق جميع البرامج المتعلقة بالأفراد ذوي الإعاقة داخل وزارة الصحة والخدمات الإنسانية (الولايات المتحدة)، ولأغراض أخرى. أنشأ القانون إدارة خدمات إعادة التأهيل.
يتطلب قانون إعادة التأهيل العمل الإيجابي في التوظيف من قبل الحكومة الفيدرالية والمتعاقدين الحكوميين ويحظر التمييز على أساس الإعاقة في البرامج التي تنفذها الوكالات الفيدرالية، وفي البرامج التي تتلقى مساعدة مالية فدرالية، وفي التوظيف الفيدرالي، وفي ممارسات التوظيف للمتعاقدين الفيدراليين. المعايير لتحديد التمييز في التوظيف بموجب قانون إعادة التأهيل هي نفسها المستخدمة في العنوان الأول من قانون الأمريكيين ذوي الإعاقة.
وقع الرئيس ريتشارد نيكسون H.R. 8070 ليصبح قانونًا في 26 سبتمبر 1973 بعد أن رفض نسختين سابقتين.

## المادة 501
المادة 501 تتطلب العمل الإيجابي وعدم التمييز في التوظيف من قبل الوكالات الفيدرالية للفرع التنفيذي. للحصول على مزيد من المعلومات أو لتقديم شكوى، يجب على الموظفين الاتصال بمكتب تكافؤ فرص العمل في وكالتهم.

## المادة 503
المادة 503 تتطلب العمل الإيجابي وتحظر التمييز في التوظيف من قبل المتعاقدين الحكوميين والمتعاقدين من الباطن مع عقود تزيد عن 10,000 دولار.

## المادة 504
المادة 504 أنشأت ووسعت الحقوق المدنية للأشخاص ذوي الإعاقة. المادة 504 وفرت أيضًا فرصًا للأطفال والكبار ذوي الإعاقة في التعليم والتوظيف ومجموعة متنوعة من الإعدادات الأخرى. كما تسمح بالتسهيلات المعقولة مثل منطقة الدراسة الخاصة والمساعدة حسب الضرورة لكل طالب.
كل وكالة فدرالية لديها مجموعة خاصة بها من لوائح المادة 504 التي تنطبق على برامجها الخاصة. الوكالات التي توفر مساعدة مالية فدرالية لديها أيضًا لوائح المادة 504 التي تغطي الكيانات التي تتلقى مساعدة فدرالية. تشمل المتطلبات الشائعة لهذه اللوائح التسهيلات المعقولة للموظفين ذوي الإعاقة؛ إمكانية الوصول إلى البرنامج؛ التواصل الفعال مع الأشخاص الذين يعانون من إعاقات سمعية أو بصرية؛ والبناء الجديد والتعديلات التي يمكن الوصول إليها. كل وكالة مسؤولة عن إنفاذ لوائحها الخاصة. يمكن أيضًا إنفاذ المادة 504 من خلال دعاوى خاصة. ليس من الضروري تقديم شكوى إلى وكالة فدرالية أو تلقي خطاب "حق في المقاضاة" قبل الذهاب إلى المحكمة.

## المادة 505
المادة 505 تحتوي على أحكام تحكم سبل الانتصاف وأتعاب المحامين بموجب المادة 501.

## المادة 508
المادة 508 تنشئ متطلبات للتكنولوجيا الإلكترونية والمعلوماتية التي يتم تطويرها أو صيانتها أو شراؤها أو استخدامها من قبل الحكومة الفيدرالية. تتطلب المادة 508 أن تكون التكنولوجيا الإلكترونية والمعلوماتية الفيدرالية متاحة للأشخاص ذوي الإعاقة، بما في ذلك الموظفون وأفراد الجمهور.
نظام تكنولوجيا المعلومات المتاح هو النظام الذي يمكن تشغيله بطرق متعددة ولا يعتمد على حاسة أو قدرة واحدة لدى المستخدم. فعلى سبيل المثال، النظام الذي يقدم المخرجات فقط بشكل بصري قد لا يكون متاحًا للأشخاص ذوي الإعاقات البصرية، والنظام الذي يقدم المخرجات فقط بشكل صوتي قد لا يكون متاحًا للأشخاص الصم أو ضعاف السمع. وقد يحتاج بعض الأفراد ذوي الإعاقة إلى برامج أو أجهزة طرفية مرتبطة بإمكانية الوصول من أجل استخدام الأنظمة المتوافقة مع المادة 508.

### الإدارة التشغيلية لقوانين الحقوق المدنية للأشخاص ذوي الإعاقة
تنشأ القضايا القانونية أحيانًا بسبب خلل في الإدارة التشغيلية لهذه القوانين إما على مستوى الأفراد أو الفئات (مثل صناعة المطاعم، أو الإعاقات الحسية)، أو بسبب وجود خلافات بشأن القانون ذاته (مثل تعريف "التكييف المعقول")، فضلًا عن أسباب أخرى (مثل الاعتراض على أن للمواطنين حقوقًا مدنية). يشارك خبراء في قوانين الحقوق المدنية في تثقيف الحكومات، والأمريكيين ذوي الإعاقة، والمواطنين، والمجموعات ذات الاهتمام الخاص (مثل فئات الإعاقة)، والوكالات غير الربحية والربحية، والمجموعات المجتمعية بشأن "تطبيق هذه القوانين الفيدرالية" في الحياة اليومية، بما في ذلك أماكن العمل.
في مجال قانون العمل، قدم بيتر بلانك من جامعة سيراكيوز، المدير التنفيذي لمعهد بورتون بلات منذ تأسيسه عام 2005، نصائح مفصلة حول تنفيذ المفاهيم الأساسية لقوانين العمل وإعادة التأهيل. وعلى الرغم من أن قانون الأمريكيين ذوي الإعاقة لعام 1990 هو القانون الأساسي الحالي، إلا أن قانون إعادة التأهيل لعام 1973، المعدل عام 1978، يُستشهد به أيضًا في هذه القضايا القانونية، بما في ذلك التكييفات للأشخاص ذوي الإعاقات الذهنية والنمائية. في كثير من الأحيان، لا تعترف جلسات الاستماع المحلية بالخبراء في الممارسة، ولذلك يجب استئناف القضايا القانونية مرارًا من خلال الأنظمة الفيدرالية.
تم دعم المساعدة الشخصية في مكان العمل أيضًا باعتبارها تكييفًا معقولًا، وهو مفهوم أساسي في قانون العمل وقانون الإعاقة (الأقسام IV و4.8، 4.11؛ XI و11.6، 11.8، 11.10؛ XVI و16.7، 16.8). وقد أشارت الجمعية الأمريكية للإعاقات الذهنية والنمائية إلى أن التوظيف المدعوم يُعد تكييفًا في مكان العمل بموجب قانون الأمريكيين ذوي الإعاقة لعام 1990 (الأقسام IV و4.7، 4.11؛ XI و11.6، 11.8، 11.10؛ XVI و16.7، 16.8).

## التعديلات الهامة على قانون إعادة التأهيل
أُجريت تعديلات كبيرة على قانون إعادة التأهيل عام 1974. وكان أهمها توسيع تعريف "الفرد المعاق". حيث عرف القانون الأصلي لعام 1973 "الفرد المعاق" على النحو التالي:
أي فرد (أ) لديه إعاقة جسدية أو عقلية تُشكل أو تؤدي إلى عائق كبير أمام التوظيف، و(ب) من المتوقع بشكل معقول أن يستفيد من خدمات إعادة التأهيل المهني المقدمة بموجب العنوانين الأول والثالث من هذا القانون.

أما تعديلات عام 1974 فقد استبدلت هذا التعريف بتعريف أوسع بكثير للفرد المعاق، ينطبق على التوظيف في الحكومة الفيدرالية (المادة 501)، وتعديل أو إزالة الحواجز المعمارية وحواجز النقل (المادة 502)، والتوظيف من قبل المتعاقدين الفيدراليين (المادة 503)، وعلى البرامج التي تتلقى مساعدات مالية فيدرالية (الفقرة 504 من قانون إعادة التأهيل)، وكان ذلك دون ربطه بقابلية التوظيف من خلال خدمات إعادة التأهيل المهني. وقد نصت التعديلات على أن الفرد المعاق هو:
أي شخص (أ) لديه إعاقة جسدية أو عقلية تحد بشكل كبير من نشاط أو أكثر من أنشطة الحياة الرئيسية لهذا الشخص، أو (ب) لديه سجل بإعاقة كهذه، أو (ج) يُنظر إليه على أنه يعاني من إعاقة كهذه.

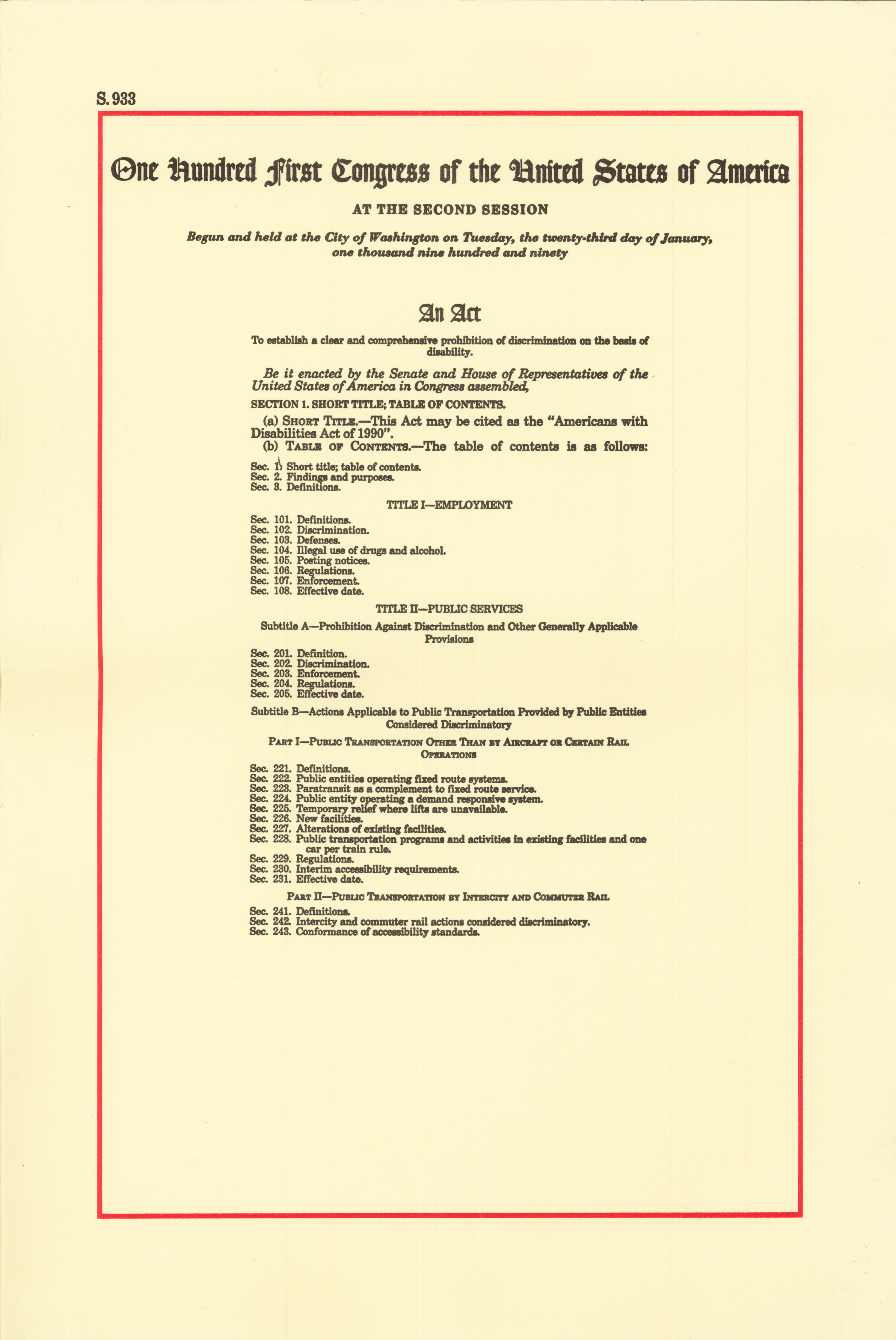
قانون الأمريكيين ذوي الإعاقة لعام ١٩٩٠.

وقد اعتمد الكونغرس هذا التعريف في قانون الأمريكيين ذوي الإعاقة لعام 1990، مع استبدال مصطلح "إعاقة" بمصطلح "معاق".
في عام 1986، ساعد القانون العام رقم 99-506 على تحسين قانون إعادة التأهيل وتوجيه الخدمات للأشخاص ذوي الإعاقات الشديدة. كما تم تعريف التوظيف المدعوم باعتباره "نتيجة شرعية لإعادة التأهيل".
وقد عدّل الباب الرابع من قانون استثمار القوى العاملة لعام 1998 قانون إعادة التأهيل من أجل التعاون مع هذا القانون لتحقيق هدف إعادة الأشخاص إلى سوق العمل. وقد أنشأ الباب الرابع مجلسًا وطنيًا للإعاقة يُعيّنه الرئيس، لربط برامج إعادة التأهيل بأنظمة تطوير القوى العاملة على المستوى المحلي والولائي. ومع ذلك، فقد تم إلغاء قانون استثمار القوى العاملة واستُبدل بقانون الابتكار والفرص في القوى العاملة لعام 2014.

### قائمة القضايا المعروضة على المحكمة
- كولمان ضد شوارزنيغر
- بلاتا ضد شوارزنيغر
- المدرسة الجامعية من مقاطعة ناساو ضد أرلين، 480 الولايات المتحدة 273 (1987)

### القوانين ذات الصلة
- قانون المساعدة على التبني ورعاية الطفل ، 1980
- قانون الأمريكيين ذوي الإعاقة لعام 1990
- قانون تعديلات آدا لعام 2008
- قانون الحقوق المدنية لعام 1964
- قانون المساعدة في حالات الإعاقة التنموية وشرعة الحقوق لعام 2000
- قانون التعليم لجميع الأطفال المعوقين
- قانون تعليم الأفراد ذوي الإعاقة
- قانون تحسين تعليم الأفراد ذوي الإعاقة
- قانون الحقوق التعليمية والخصوصية الأسرية
- قانون دعم الأسرة في نيويورك, اعتبارًا من 2015
- سياسات الصحة والخدمات الإنسانية لحماية مواضيع البحث ، 2005
- قانون صحة الأم والطفل لعام 1935 ، المعدل لعام 2013
- قانون الضمان الاجتماعي عام 1935
- الباب التاسع عشر من قانون الضمان الاجتماعي
- قانون المساعدة المتصلة بالتكنولوجيا للأشخاص ذوي الإعاقة
- تذكرة للعمل
- قانون تحسين حوافز تذكرة العمل لعام 1999
- قانون التأهيل المهني لعام 1974

### المنظمات ذات الصلة
- الجمعية الأمريكية للإعاقات الذهنية والتنموية
- مركز الشاطئ للعائلات ، جامعة كانساس
- اتحاد المواطنين ذوي الإعاقة-الولايات المتحدة
- المعهد العالمي للإعاقة

## روابط خارجية
- كما هو مقنن في 29 جامعة جنوب كاليفورنيا الفصل 16 من قانون الولايات المتحدة من عند لي
- قانون إعادة التأهيل لعام 1973 بصيغته المعدلة (قوات الدفاع الشعبي/التفاصيل) في غبو جمع مجموعات النظام الأساسي